# Gallenblasenkarzinom
Das Gallenblasenkarzinom gehört zu den bösartigen Tumoren des Gallenwegsystems. Dazu gehören weiter folgende Tumoren:
- Tumoren der distalen Gallenwege
- Tumoren der Papilla Vateri (d. h. Tumoren der Mündungsstelle des Gallenganges in den Zwölffingerdarm)
- Tumoren der hilusnahen Gallenwege, sogenannte Klatskin-Tumoren (d. h. in Gallenwegen, die unmittelbar aus der Leber austreten)

## Risikofaktoren
Als Risikofaktoren für die Entstehung eines Gallenblasenkarzinoms gelten echte Gallenblasenpolypen größer als 0,5 cm sowie eine sogenannte „Porzellangallenblase“ (d. h. eine Gallenblase, deren Wand aufgrund chronischer Entzündungsprozesse vollständig fibrosiert und verkalkt ist). Hierbei beträgt das Risiko 20–60 %. In diesen Fällen sollte die Gallenblase zur Vorbeugung gegen ein Karzinom entfernt werden.
Gallensteine über 3 cm verursachen ein 10-fach erhöhtes Risiko für ein Karzinom.
Ein weiterer Risikofaktor ist die Besiedelung der Gallenblase mit Salmonellen bei Salmonellen-Dauerausscheidern.

## Epidemiologie
Die Tumoren des Gallenwegsystems sind in den westlichen Industrieländern insgesamt selten und treten am häufigsten um das 70. Lebensjahr auf. Sie sind die fünfthäufigsten Tumoren des Magen-Darm-Traktes. Frauen erkranken zwei- bis dreimal häufiger als Männer. In Mexiko machen Gallenblasenkarzinome rund ein Fünftel der malignen Erkrankungen aus.

## Anatomie
Mund, Magen, Dünndarm und Dickdarm sowie Leber, Gallenblase und Pankreas bilden den Verdauungstrakt. Die Gallenblase ist mit der Leber und dem Zwölffingerdarm durch die Gallengänge verbunden und fungiert als Speicher der Gallenflüssigkeit. Diese und insbesondere die in ihr enthaltenen Gallensäuren werden benötigt, um die mit der Nahrung aufgenommenen Fette zu verdauen. Ein Tumor der Gallenblase, v. a. aber der Gallengänge blockiert den Abfluss der Gallenflüssigkeit, und führt damit zu Symptomen wie Ikterus (Gelbsucht), Stuhlentfärbung und dunklem Urin. Die Ursache der Erkrankung ist noch ungeklärt. Allerdings ist das Risiko bei einer chronischen Entzündung der Gallenblase aufgrund von Gallensteinen erhöht.

## Symptome
- Appetitlosigkeit
- Gewichtsverlust
- Übelkeit
- Erbrechen
- Schmerz im oberen, rechten Abdomen
- Unverträglichkeit von fettreicher Nahrung
- Gelbsucht (eine gelbliche Verfärbung der Haut und gelbe Augen, ausgelöst durch Gallenfarbstoffe (Bilirubin), die sich im Körper ablagern)
- Juckreiz der Haut

Bei der körperlichen Untersuchung könnte der Arzt eine verhärtete Stelle im Abdomen feststellen, außerdem eine vergrößerte Leber, Gelbsucht, Fieber und ein aufgeblähtes Abdomen.

## Diagnostik
Beschwerden treten erst im fortgeschrittenen Stadium der Erkrankung auf. Ein schmerzloser Ikterus (=Gelbsucht) kann richtungsweisend sein. Bei ca. 1 % der Gallenblasenoperationen findet man zufällig ein Karzinom der Gallenblase. Bei einem klinischen Verdacht auf ein Gallenblasenkarzinom sind folgende Untersuchungen angezeigt:
- Sonografie des Bauches
- eine ERCP (= Darstellung der Gallenwege und Gallenblase über ein Endoskop)
- Labor und Tumormarker
- Endosonografie (nur selten sinnvoll, z. B. beim Papillenkarzinom)
- Computertomografie des Bauchraumes
- Biopsie falls nicht eine primäre chirurgische Entfernung angestrebt wird und eine histologische Differenzierung sinnvoll erscheint.

Die Klassifikation richtet sich nach den Einteilungen für Tumoren der WHO.

## Histologie
Histologisch handelt es sich in 90 % um Adenokarzinome. Häufigste Subtypen sind Adenokarzinome tubulären oder papillären Aussehens. Eine Schleimbildung ist häufig.

## Therapie
Die Therapie des Gallenblasenkarzinoms ist eine Domäne der Chirurgie, denn nur sie erlaubt die Heilung in den Frühstadien der Erkrankung. Allerdings ist im fortgeschrittenen Stadium eine Operation nicht mehr heilend.
Die Endoskopie erlaubt eine einfache und schnelle Behandlung der Symptome wie den Ikterus durch eine Einlage eines Gallenwegstents (siehe auch Stent).
Als Chemotherapie wird nach der Operation eine Therapie mit Capecitabine empfohlen, das in Tablettenform eingenommen wird. Bei Tumoren, die nicht operiert werden können, wird in der Erstlinie die Kombination Durvalumab, Gemcitabin und Cisplatin empfohlen.
Eine Strahlentherapie wird noch nicht allgemein empfohlen, obwohl es vielversprechende Arbeiten dazu gibt.

## Prognose
Die Prognose des Gallenblasenkarzinoms ist ungünstig, da die Tumoren meist erst im fortgeschrittenen Stadium Symptome verursachen. Infolgedessen kann der Tumor meist nicht mehr vollständig durch eine Operation entfernt werden. Die Fünfjahresüberlebensrate der Patienten beträgt etwa 6–7 %. Die mittlere Überlebenszeit nach Diagnosestellung beträgt rund vier bis fünf Monate. Sollte das Karzinom vollständig entfernt worden sein, ist die 5-Jahres-Überlebensrate 10–60 %.

## Nachsorge
Die Prognose ist insgesamt schlecht. Es gibt keine Möglichkeit der Heilung bei einem erneuten Auftreten. Die Nachsorge richtet sich dann am klinischen Bild und den Beschwerden aus.